# فات
فات (بالإنجليزية: Fate, Texas)‏ هي مدينة تقع في مقاطعة روكوول، تكساس بولاية تكساس في شمال شرق الولايات المتحدة. تبلغ مساحة هذه المدينة 18 (كم²)، وترتفع عن سطح البحر 179 م، بلغ عدد سكانها 8800 نسمة في عام 2012 حسب إحصاء مكتب تعداد الولايات المتحدة .

## أعلام
- رالف هال

## وصلات خارجية
- http://www.cityoffate.com/
- The US50 - Cities and Towns in Texas State